# Västersbådan, Malax och Vasa
Västersbådan är en ö i Finland. Den ligger i Norra kvarken och i kommunerna Vasa och Malax i landskapet Österbotten, i den västra delen av landet. Ön ligger omkring 17 kilometer väster om Vasa och omkring 370 kilometer nordväst om Helsingfors.
Öns area är 9,2 hektar och dess största längd är 450 meter i nord-sydlig riktning.